# Megalobulimus proclivis
Megalobulimus proclivis es una especie de molusco gasterópodo de la familia Megalobulimidae en el orden Stylommatophora.

## Distribución geográfica
Es endémica del Brasil.  